# Claudia Silva
Claudia de Guadalupe Silva Zamora (también conocida como Ximena de la Macorra) es una actriz mexicana y conductora de radio, (nacida el 9 de octubre de 1972).

## Biografía
Nacida en Ciudad de México, estudió la primaria y secundaria en el Colegio Franco-Español, y la preparatoria en el Colegio La Salle. Estudió administración en el ITAM pero no finalizó sus estudios ya que la actuación le llamó más la atención.
Comenzó su carrera en Radioformula conduciendo el programa infantil La hora de Reino Aventura. Posteriormente participó en el concurso infantil Canta niño canta formando parte del grupo Las Amigas de Kitty.
Después incursiona en el teatro como Wendy en "Peter Pan" para posteriormente ser llamada a participar en la obra de teatro Vaselina con Timbiriche en 1984. Años después, actúa en la telenovela Mágica juventud producida por Emilio Larrosa, allí interpretó a Merlina la esposa del personaje del entonces principiante Mauricio Islas y que integraba el grupo de jóvenes de la telenovela, compuesto por los también principiantes Kate del Castillo, Héctor Soberón, Amairani, Marisol Santacruz, Sergio Sendel, Gabriela Platas, Adriana Lavat y Oscar Vallejo, entre otros.
En 1994 realiza su papel más recordado, como la antagonista principal de la exitosa telenovela Volver a empezar protagonizada por Yuri y Chayanne y también producida por Emilio Larrosa. Su rol de Sandy una joven loca y obsesionada con destruir a su hermana una famosa cantante quedó en la retina del público.
Continúa participando activamente en la pantalla chica en telenovelas como La culpa, Vivo por Elena, El privilegio de amar, Velo de novia, Contra viento y marea y Mar de amor, entre otras.
Ha participado en programas cómicos como Los metiches y Desde Gayola, así como en los unitarios dramáticos Mujer, casos de la vida real y La rosa de Guadalupe.
En 2011, apareció en la telenovela Ni contigo ni sin ti, producida por Mapat L. de Zatarain; y en 2012, en la serie Como dice el dicho de la cadena Televisa.
En 2013 reaparece con una actuación especial en Porque el amor manda como Augusta Constante, una mujer caprichosa.
Actualmente se desempeña como conductora del programa radiofónico Dispara, Margot, Dispara transmitido por MVS Noticias a través del 102.5 FM junto a Sergio Zurita, Fausto Ponce y Cheko Zaun.
También escribe una columna semanal de espectáculos en el Diario Basta titulada Una niña bien bajo el pseudónimo de Ximena de la Macorra, personaje interpretado por ella misma en Desde Gayola.

## Filmografía

### Telenovelas
| Año       | Telenovela                 | Papel / Rol                       |
| --------- | -------------------------- | --------------------------------- |
| 2024      | Vivir de amor              | Dra. Vázquez                      |
| 2023      | Pienso en ti               | Carla Torreblanca                 |
| 2022      | Los ricos también lloran   | Naty                              |
| 2021      | ¿Qué le pasa a mi familia? | Brenda Macías Vega                |
| 2012-2013 | Porque el amor manda       | Augusta Constante                 |
| 2011      | Ni contigo ni sin ti       | Gina                              |
| 2009-2010 | Mar de amor                | Inés Lombardo                     |
| 2009      | Camaleones                 | Secretaria de Augusto             |
| 2005      | Contra viento y marea      | Hillary                           |
| 2004      | Rebelde                    | Maestra                           |
| 2003-2004 | Velo de novia              | Virginia Mirabal                  |
| 2001-2002 | Salomé                     | Eva                               |
| 2000-2001 | Por un beso                | Enfermera Clhoé                   |
| 2000      | Siempre te amaré           | Lucía                             |
| 1999      | Alma rebelde               | Amada                             |
| 1998-1999 | El privilegio de amar      | Lourdes Galindo                   |
| 1998      | Vivo por Elena             | Jimena                            |
| 1996      | La culpa                   | Ivonne                            |
| 1994-1995 | Volver a empezar           | Sandra "Sandy" Jiménez / Sandunga |
| 1992-1993 | Mágica juventud            | Merlina                           |

### Series de TV
| Año                 | Series de TV                 | Papel / Episodios                     |
| ------------------- | ---------------------------- | ------------------------------------- |
| 2013                | Nueva Vida                   | Constanza (episodio "Ay amor")        |
| 2012                | Como dice el dicho           | Regina (episodio "La dicha reúne...") |
| 2008                | La rosa de Guadalupe         | Paulette (episodio "Espejismo")       |
| 2004                | Sábado gigante               | Ella misma                            |
| 2002-2006 2008-2009 | Desde Gayola                 | Ximena de la Macorra                  |
| 1996-2002           | Mujer, casos de la vida real | (dos episodios)                       |
| 2001                | Los metiches                 | Varios personajes                     |
| 1992                | Papá soltero                 | (varios episodios)                    |

### Radio
- Participó en el programa radiofónico Dispara Margot, Dispara (2009-2020) de MVS Radio 102.5 FM.

### Libros
- El diario de una niña bien (2015) Ediciones Diana

## Premios y nominaciones

### Premios TVyNovelas
| Año  | Categoría                 | Telenovela       | Resultado |
| ---- | ------------------------- | ---------------- | --------- |
| 1995 | Mejor revelación femenina | Volver a empezar | Nominada  |